# Пеерні
Пе́ерні (ест. Peerni küla) — село в Естонії, у волості Тистамаа повіту Пярнумаа.

## Населення
Чисельність населення на 31 грудня 2011 року становила 24 особи.

## Географія
Село розташоване на березі Ризької затоки.
Поблизу села проходить автошлях 130 (Поотсі — Лао).

## Галерея

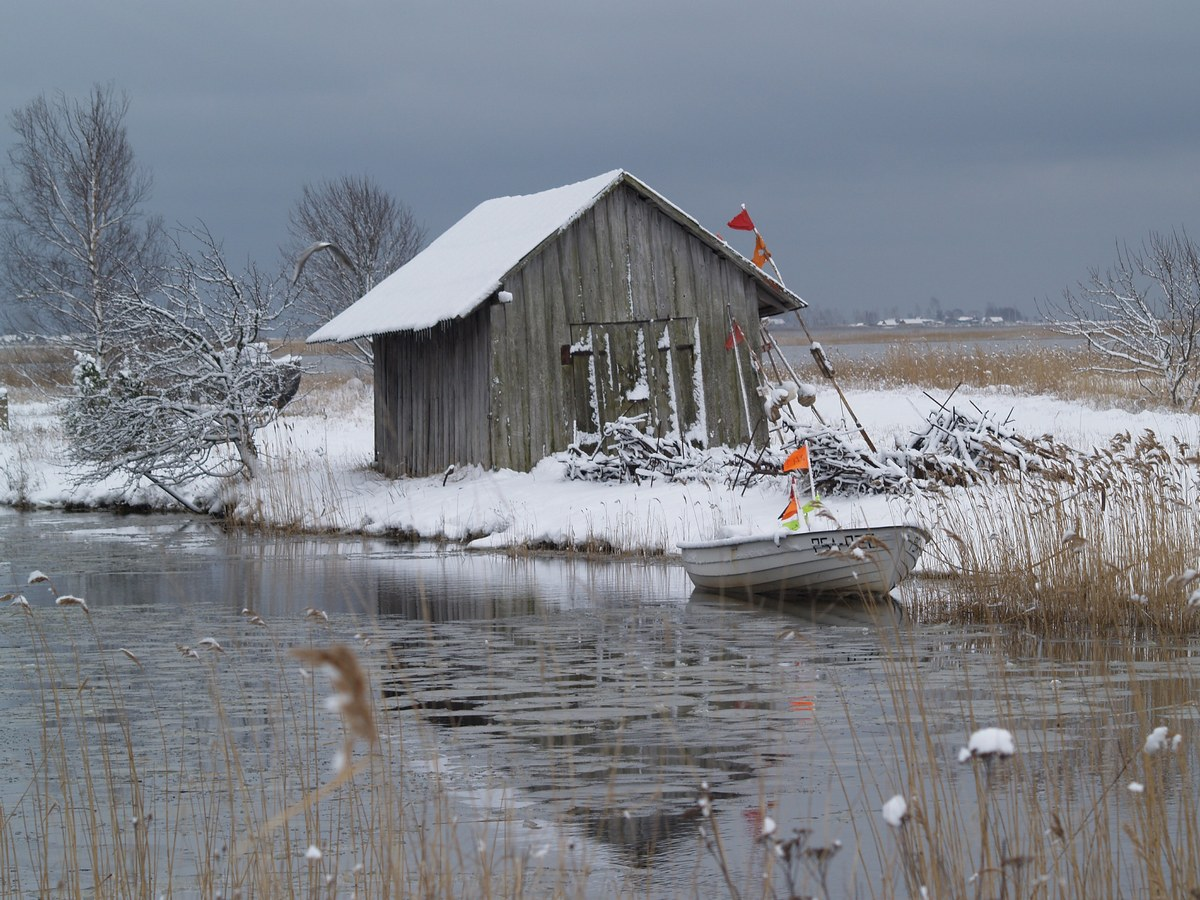
Сільська пристань
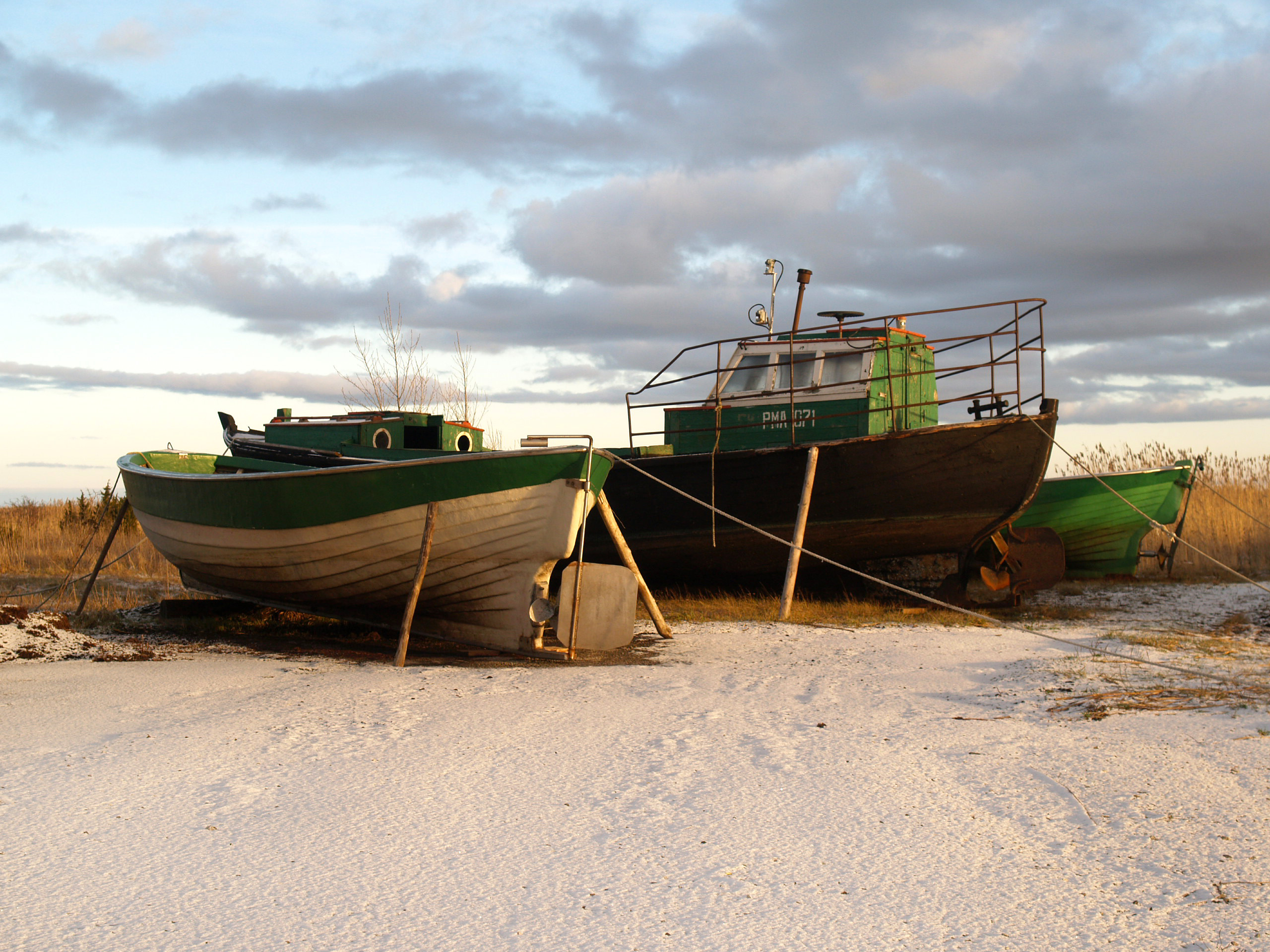
Човни на березі